# Yum
Yum (Yellowdog Updater, Modifier) е система за управление на пакети с интерфейс с команден ред, която служи за инсталиране, обновление и деинсталиране на пакети в линукс системи, базирани на RPM. Въпреки че е инструмент с интерфейс с команден ред, в съществуват и варианти с графичен интерфейс като Yum Extender (yumex) и PackageKit.
Някои от най-известните дистрибуции, ползващи yum, включват Red Hat Enterprise Linux, Fedora и CentOS. Като DNF замества напълно yum във Fedora от версия 22.

## История
Yum води началото си от автоматичната система за обновление yup (Yellow Dog Updater), разработена за Yellow Dog Linux (RPM базирана дистрибуция предназначена за Apple Macintosh компютри) от където произлиза и името ѝ. Първоначално yup бива разработен и поддържан от Дан Бъркау (Dan Burcaw) заедно с Брайън Стилуел (Bryan Stillwell), Стефан Еди (Stephen Edie), и Трой Бенгегердес (Troy Bengegerdes) от Yellow Dog Linux.
За справяне със зависимостите между пакетите при инсталация или поддръжка, yup извлича нужната информация от колонтитулите на RPM-пакетите и създава дървовидна структура на зависимостите. Този начин на работа води и до основния недостатък на системата, а именно бавната скорост. За да извлече необходимата информация от колонтитулите, yup трябва да запише целите RPM пакети локално в машината на клиента. Тъй като колонтитулите са много малка част от целия RMP пакет, тази операция е доста неефективна и времеемка. Един от хората, които се заемат да подобрят пакетната система, е именно Сет Видал (Seth Vidal), системен администратор към физическия факултет на университета Дюк. Първоначално той допринася към проекта, но скоро става ясно, че кодът трябва напълно да се пренапише, за да се подобри бързодействието и възможностите на системата. За тази цел той се разклонява от yup и създава yum или Yellowdog Updater, Modifier. По-късно към Сет се присъединява Майкъл Стенър (Michael Stenner), пост докторант по физика, както и много други.
Тъй като проектът е с общ публичен лиценз на ГНУ, множество хора са допринесли с код, идеи и документация. Самият Видал продължава да допринася към проекта до смъртта си при велосипеден инцидент в Дърам (Северна Каролина).

## Разширения
Във версия 2.x на YUM е добавен интерфейс за написване на разширения чрез езика Python. Такива разширения позволяват да се изменя поведението на YUM, и ред допълнения (плъгини) се инсталират по подразбиране. Например, обикновено се инсталира  пакет yum-utils който съдържа команди за работа с YUM API и ред плъгини.